# Œuvre posthume
Une œuvre posthume est une œuvre divulguée après la mort de son auteur. Elle s'oppose à une œuvre anthume, publiée avant la mort de son auteur.

## Aspect juridique (droit de la propriété intellectuelle)

### France
L'article 23 de la loi du 11 mars 1957 associait aux œuvres posthumes un droit d'exploitation exclusif d'une durée de 50 ans, accordé aux ayants droit de l'auteur durant les 50 années postérieures à l'année du décès, et au propriétaire de l'œuvre au-delà de cette période. 
En 1985, la durée du droit d'exploitation de telles œuvres fut portée à 70 ans, s'il s'agit de compositions musicales avec ou sans paroles. 
En 1992, lors de la codification créant la partie législative du code de la propriété intellectuelle, cet article prit le nom de « L. 123-4 » . 
En 1997, la durée du droit d'exploitation fut réduite à 25 ans dans le cas où la divulgation a lieu après les 70 années suivant l'année du décès, en conséquence de la transposition de l'article 4 de la Directive européenne/93/98/CEE du 29 octobre 1993, relative à l'harmonisation de la durée de protection du droit d'auteur et de certains droits voisins. Cependant l'article 10 de cette même directive dispose que « lorsqu'une durée de protection plus longue que la durée de protection correspondante prévue à la présente directive a déjà commencé à courir dans un État membre à la date visée à l'article 13 paragraphe 1, la présente directive n'a pas pour effet de la raccourcir dans cet État membre ». 
Le propriétaire d'une copie de l'œuvre posthume, par opposition au propriétaire de l'original de l'œuvre, ne dispose pas d'un tel droit, lorsque la copie a été transmise « sans intention de transmettre le droit d'exploitation virtuellement attaché à la propriété des supports matériels originaux ».